# ستيفن دبليو. تشيرشل
ستيفن دبليو. تشيرشل هو سياسي أمريكي، ولد في 8 مايو 1963 في آكرون في الولايات المتحدة. نشط حزبياً في الحزب الجمهوري. وقد انتخب عضو مجلس نواب ولاية آيوا ‏.